# RAM Café Lounge & Chillout
RAM Café Lounge & Chillout – pierwszy z serii albumów wchodzących w skład RAM Café, wydany w 2006 roku.
14 lutego 2007 składanka uzyskała status złotej płyty, a 1 grudnia 2010 – platynowej. Wydanie składa się 2 krążków CD i zawiera 29 utworów. Wyboru utworów dokonali Piotr Bartyś i Witold Karolak.

## CD1
1. Hooverphonic – No More Sweet Music – 4:36
2. Beady Belle – Moderation – 5:19
3. Helena Noguerra – Morrer Nos Seus Bracos – 3:47
4. Matt Kowalsky – Sweet Love 2K6 – 4:22
5. Louie Austen, Erich Buchebner, Christian Eigner, Karl Ratzer, Sumitranunjudan – More (Bar Mix) – 5:17
6. Grand Tourism (feat. Terry Cllier) – Les Courants D'air – 4:56
7. Banx De France (feat. Manon) – Dis Moi La Vérité – 4:05
8. Nu Braz (feat. Lo Greco Bros) – Barboleta Du Cidade – 4:12
9. Mysterious Traveller – Maracatuca – 6:04
10. John Martyn – Solid Air – 6:35
11. Kanał Audytywny (feat. Natalia Grosiak, Agata Radwańska) – Girl From Ipamena (Standard) – 3:03
12. Tape Five – Summertime – 4:18
13. Was A Be – On A Clear Day (You Can See Forever) – 3:55
14. Nighthawkes – Nightflight – 4:11

## CD 2
1. Novika – Movie Girl – 3:15
2. Cinque Cento – Missing – 3:28
3. Koop – Koop Island Blues – 4:31
4. Donovan Frankenreiter – The Way It Is – 3:47
5. Eliane Elias – Oye Como Va – 4:07
6. Gabin – It's Gonna Be – 7:44
7. Husky – Niue – 5:03
8. Slow Train – Twisted Coupid – 5:10
9. DJ Shadow – This Time (I'm Gonna Try It My Way) – 3:01
10. Miloopa – All Night Long – 4:29
11. Stakka Bo – People – 5:28
12. Ideladap – Le Shin – 6:47
13. Lu – Evening Groove – 4:01
14. Pete Kuzma (feat. Bilal) – High And Dry – 5:54
15. Salvo – You Don't Know Me – 3:32